# Kenneth Keating
Kenneth Barnard Keating (Lima, New York, 1900. május 18. – New York, 1975. május 5.) amerikai politikus,  republikánus képviselő, szenátor, fellebbviteli bíró, az Amerikai Egyesült Államok nagykövete Indiában,  majd Izraelben.

## Élete
Állami iskolába járt, azután elvégezte a Syracuse-i (New York) Egyetemet (1915) s a Rochesteri  (New York) Egyetemet (1919), majd a Harvard Egyetem jogi karát (Harvard Law School) (1923).
Az első világháborúban még őrmesterként szolgált az Egyesült Államok haderejében. A második világháború folyamán a tengerentúlon szolgált, majd 1948-ban előléptették dandártábornokká.
1947 és 1959 között a Republikánus Párt tagjaként képviselő volt, 1959 és 1965 között pedig New York-i szenátor.
1965-ben beválasztották a New York-i Fellebbviteli Bíróságra, innen lett 1969-ben indiai, majd 1973-tól haláláig izraeli nagykövet.

## Fordítás
- Ez a szócikk részben vagy egészben a Kenneth Keating című angol Wikipédia-szócikk ezen változatának fordításán alapul.  Az eredeti cikk szerkesztőit annak laptörténete sorolja fel. Ez a jelzés csupán a megfogalmazás eredetét és a szerzői jogokat jelzi, nem szolgál a cikkben szereplő információk forrásmegjelöléseként.